# 紐曼大學 (威奇托)
紐曼大學（英語：Newman University）是美國堪薩斯州威奇托的私立文理學院。大學之名是爲了紀念19世紀宗教人物約翰·亨利·紐曼。該校由基督之血的崇拜者（Adorers of the Blood of Christ）建於1933年。